# Chaitophorus indicus
Chaitophorus indicus är en insektsart. Chaitophorus indicus ingår i släktet Chaitophorus och familjen långrörsbladlöss. Inga underarter finns listade i Catalogue of Life.